# Steven Holcomb
Steven Holcomb (Park City, Utah, 1980. április 14. – Lake Placid, New York, 2017. május 6.) olimpiai bajnok amerikai bobversenyző.

## Pályafutása
A 2010-es vancouveri olimpián a négyesbob kormányosaként aranyérmes lett. A 2014-es szocsi olimpián kettesbobban és négyesbobban is bronzérmet szerzett. 2009 és 2013 között a világbajnokságokon öt-öt arany- és bronzérmet szerzett.
2017. május 6-án a Lake Placid-i olimpiai edzőtáborban holtan találták a szobájában.

## Sikerei, díjai
- Olimpiai játékok
  - aranyérmes: 2010, Vancouver (férfi négyes)
  - bronzérmes: 2014, Szocsi (férfi kettes), 2014, Szocsi (férfi négyes)
- Világbajnokság
  - aranyérmes (5)
    - férfi kettes: 2012
    - férfi négyes: 2009, 2012
    - vegyes négyes: 2012, 2013

  - bronzérmes (5)
    - férfi kettes: 2009
    - férfi négyes: 2011, 2013
    - vegyes négyes: 2008, 2009